# خاویر دل گرانادو
خاویر دل گرانادو (انگلیسی: Javier del Granado؛ ۲۷ فوریه ۱۹۱۳ – ۱۵ مه ۱۹۹۶) ملک‌الشعرا و نویسنده اهل بولیوی بود.

## زندگی‌نامه
وی که در خانواده‌ای اشرافی با شجره‌نامه غنی ادبی به دنیا آمده بود، بیشتر جوانی‌اش را به دنبال خانواده اش در نزدیکی آرانی، بولیوی در شهرستان کوچوبامبا در یک ملک متعلق به دوران استعمار باقیمانده از قرن شانزدهم گذراند. یک زندگی آرام و سرشار از لذت زندگی در ییلاقات، تا حد زیادی بر آثار او تأثیر گذاشت، که تصاویر حماسی و داستان‌سرایی را با مضامین روستایی و همچنین زبان بومی با هم ترکیب می‌کند، و علاوه بر زبان اسپانیایی، از زبان‌های بومی، در درجه اول زبان کچوا (زبان بومی امپراتوری اینکا). مجموعه گسترده اشعار او با مرد برجسته مکزیک آلفونسو رئیس مقایسه شده‌است. چراغ شاعرانه برجسته بولیوی، تحسین گسترده‌ای را به دست آورد و بسیاری از جوایز ملی و بین‌المللی را در طی یک دوره حرفه‌ای که بیش از نیم قرن به طول انجامید، دریافت کرد.

## درگذشت
با مرگ او سه روز عزای عمومی اعلام شد و مراسم تدفین وی رویدادی دولتی بود.

## یادبودها
بولیوی به افتخار وی یک میدان و دو خیابان را نامگذاری کرد. یکی از آنها، طولانی‌ترین بلوار به نام لاپاز (بولیوی) است و یک بنای دیگر نیز برای یادبود او برپا کرد.

خاویر دل گرانادو، نقاشی رنگ روغن توسط سیلویا پرتولوزا ،

تمبر پستی یادبود خاویر دل گرانادو که توسط جمهوری بولیوی صادر شده‌است